# Devīsūkta
Devīsūkta (Devi Sukta) hinduistička je himna (ili pojanje), poznata i kao Aṃbhṛnīsūkta te je dio teksta Rgvede. Ova himna (sūkta) često se pjeva tijekom štovanja Velike Božice — Šakti (Shakti), a poja se i na kraju teksta naziva Devi Mahatmya, koji opisuje žensku energiju kao esenciju svemira.

## Sadržaj
Himna opisuje moć Božice, koja je nazvana „vrhovnom kraljicom”. Spomenuto je da će oni koji štuju Božicu postati moćniji, inteligentniji i uzvišeniji, dok će oni koji ju ne poznaju nestati.

## Poveznice
- Šakti
- Žene u hinduizmu
- Lalita Sahasranama